# Françoise Prenant
Françoise Prenant (* 8. November 1952 in Paris) ist eine französische Filmeditorin, Filmregisseurin, Drehbuchautorin und Filmschauspielerin, die auch unter dem Namen Franssou Prenant arbeitet.

## Leben
Françoise Prenant, die zum Teil in Algerien aufwuchs, absolvierte ein Studium an der Pariser Filmhochschule IDHEC. Im Jahr 1975 wurde unter dem Titel Le Paradis perdu ihr erster Kurzfilm veröffentlicht. Ihrem Kurzfilm Habibi wurde 1984 beim Festival du Court-Métrage de Clermont-Ferrand eine besondere Erwähnung der Jury zuteil. Ab 1982 war sie mehrfach als Editorin tätig. Für Faits Divers, einen Dokumentarfilm über eine Pariser Polizeistation, der in Deutschland auch unter den Titeln Unterschiedliche Vorkommnisse und Verschiedene Ereignisse gezeigt wurde, erhielt sie 1984 eine Nominierung für den César in der Kategorie Bester Schnitt; sie unterlag jedoch Jacques Witta.
Mit Raymond Depardon, dem Regisseur von Faits Divers, arbeitete sie auch an dem semidokumentarischen Filmdrama Empty Quarter – Eine Frau in Afrika (1985). Dabei kam sie zudem als Darstellerin zum Einsatz und spielte in der Rolle einer vitalen Frau, die mit einem nur aus dem Off zu hörenden Reporter durch Afrika reist, die einzige gezeigte Figur des Films. Sporadisch trat sie seither als Filmemacherin in Erscheinung. Als solche dreht sie bevorzugt im Super-8-Format. Ihr im Jahr 2015 veröffentlichter melancholischer Dokumentarfilm Bienvenue à Madagascar über ihre Rückkehr nach Algier, wo sie in den 2000er Jahren als Ehefrau des Botschafters von Madagaskar gelebt hatte, wurde beim International Film Festival Rotterdam und bei der Viennale gezeigt.

## Filmografie (Auswahl)
Regie und Drehbuch
- 1975: Le Paradis perdu (Kurzfilm)
- 1983: Habibi (Kurzfilm) – nur Regie
- 1987: L’Escale de Guinée (Kurzfilm)
- 2000: Paris, mon petit corps est bien las de ce grand monde
- 2001: Sous le ciel lumineux de son pays natal (Dokumentarfilm)
- 2005: Reviens et prends-moi (Kurzfilm)
- 2015: Bienvenue à Madagascar (Dokumentarfilm)

Schnitt
- 1982: Sterben mit 30 (Mourir à 30 ans) (Dokumentarfilm)
- 1983: Faits Divers (Dokumentarfilm)
- 1985: Empty Quarter – Eine Frau in Afrika (Une femme en Afrique)
- 1987: Blanche et Claire (Kurzfilm)
- 1998: D’une brousse à l’autre (Dokumentarfilm)
- 2010: Garagouz (Kurzfilm)
- 2013: El oued, el oued (Dokumentarfilm)
- 2015: Bienvenue à Madagascar (Dokumentarfilm)

## Auszeichnungen
- 1984: Nominierung für den César in der Kategorie Bester Schnitt für Faits Divers